# آن آرمسترانگ
آن آرمسترانگ (انگلیسی: Anne Armstrong; زاده ۲۷ دسامبر ۱۹۲۷ – درگذشته ۳۰ ژوئیهٔ ۲۰۰۸) یک دیپلمات اهل ایالات متحده آمریکا بود.